# Zielona (Kalety)
Zielona (niem. Zielonna) – część miasta we wschodniej części Kalet, oddzielona od centrum miasta o około 5 km przez las. Brak styczności z Kaletami właściwymi.
Zielona ma charakter turystyczny. Posiada na swoim terenie 3 ośrodki wypoczynkowe nad zalewem o tej samej nazwie, ścieżkę przyrodniczo-dydaktyczną "Do bobrów". Znajduje się tu zabytkowy pałac Donnersmarcków z XIX wieku.
Do 1945 część gminy jednostkowej Zielona. 1 grudnia 1945 w składzie wiejskiej zbiorowej gminy Kalety w powiecie lublinieckim w województwie śląskim. 1 stycznia 1951 w związku z nadaniem gminie Kalety statusu miasta stał się obszarem miejskim miasta Kalety. 5 października 1954, w związku z reformą administracyjną Polski, wyłączony z Kalet, stając się ponownie obszarem wiejskim w składzie nowo utworzonej gromady Miotek. Tam przetrwał w latach 1954–1972. 1 stycznia 1973, w związku z kolejną reformą gminną, prawie całe sołectwo Miotek (obejmujące Miotek, Kolonię Woźnicką, Mokrus i Zieloną) włączono do Kalet; jedynie Kolonię Woźnicką włączono do miasta Woźniki. 

## Historia
Dawniej Zielona była wsią i jako gmina od końca XVIII w posiadała pieczęć gminną, na której wizerunku przedstawiono  młot nad kowadłem po prawej i jodłę po lewej stronie. Młot mógł sie odnosić do działającej wówczas huty żelaza „Młotek”.